# Nouveau terrain d'Inca
Le Nouveau terrain d'Inca (en espagnol : Estadio Nuevo Campo de Inca, et en catalan : Estadi Nou Camp d'Inca) est un stade de football espagnol situé dans la ville d'Inca, sur l'île de Majorque dans les Îles Baléares.
Le stade, doté de 10 000 places et inauguré en 1965, sert d'enceinte à domicile à l'équipe de football du Club Esportiu Constància.

## Histoire
Le stade ouvre ses portes en 1965. Il est inauguré le 29 août 1965 lors d'une rencontre entre le CE Constància et le Elche CF.
En 2014, le Constància doit quitter le terrain lui appartenant, ne pouvant pas s'occuper de l'entretien des installations et de la pelouse, qui appartenaient au club. Le club passe alors un accord avec la mairie, qui devient la nouvelle propriétaire du terrain. Le stade rouvre en février 2017 avec une pelouse, un système d'irrigation et un système d'éclairage renouvelé.